# Brankovina
Brankovina (Servisch cyrillisch Бранковина) is een plaats in de Servische gemeente Valjevo. De plaats telt 573 inwoners (2002).

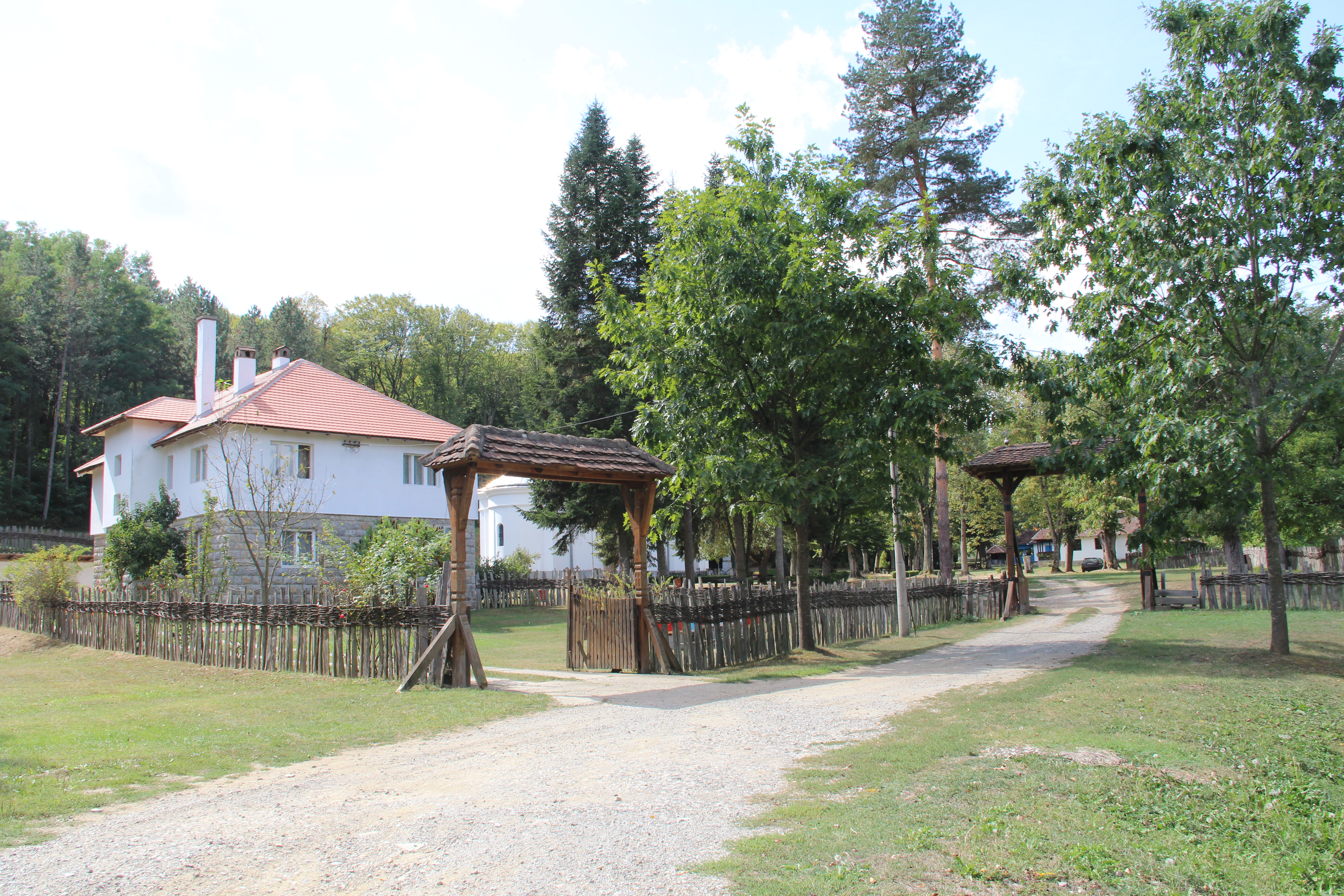
Brankovina - culturele en historische complex
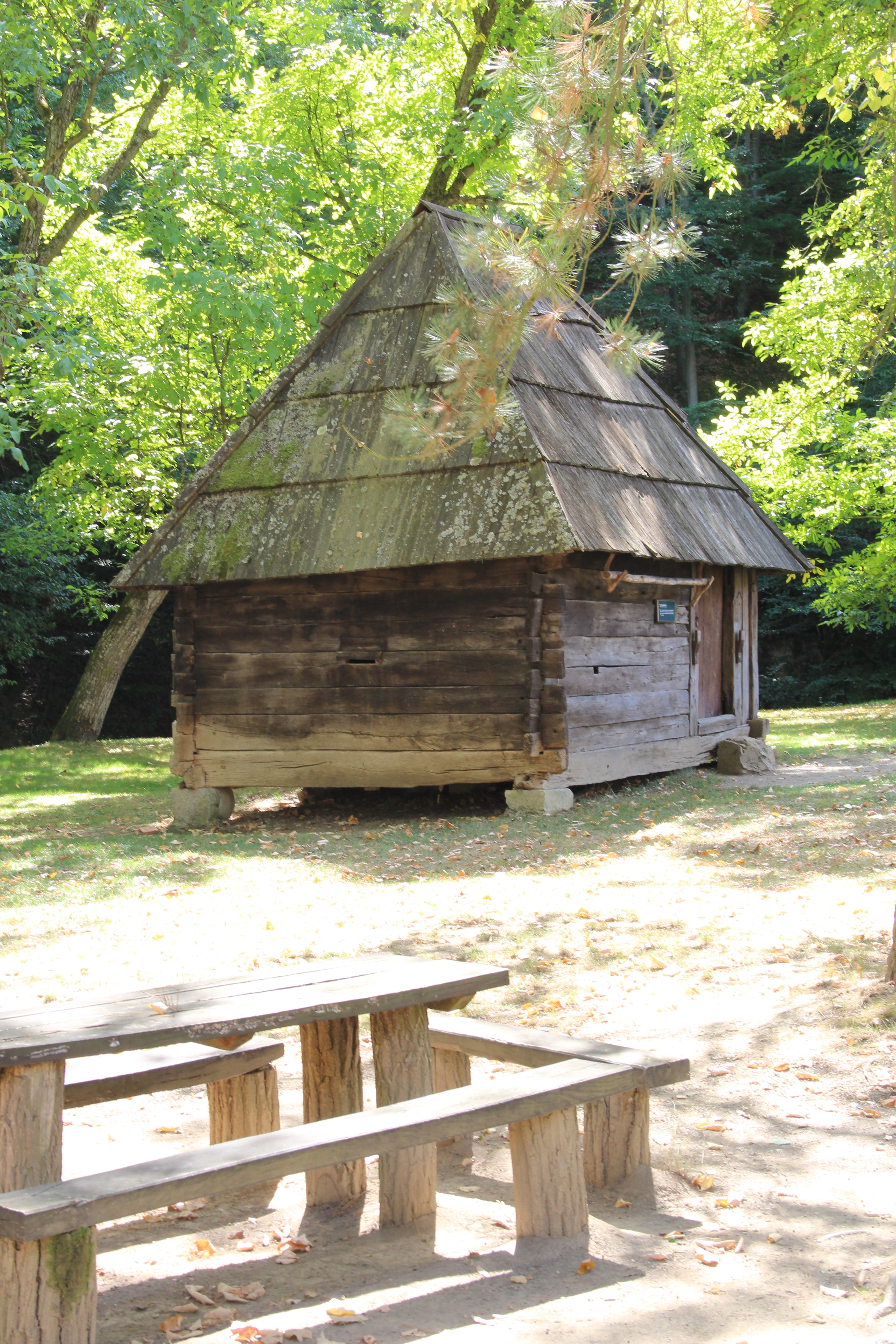
Brankovina - culturele en historische complex
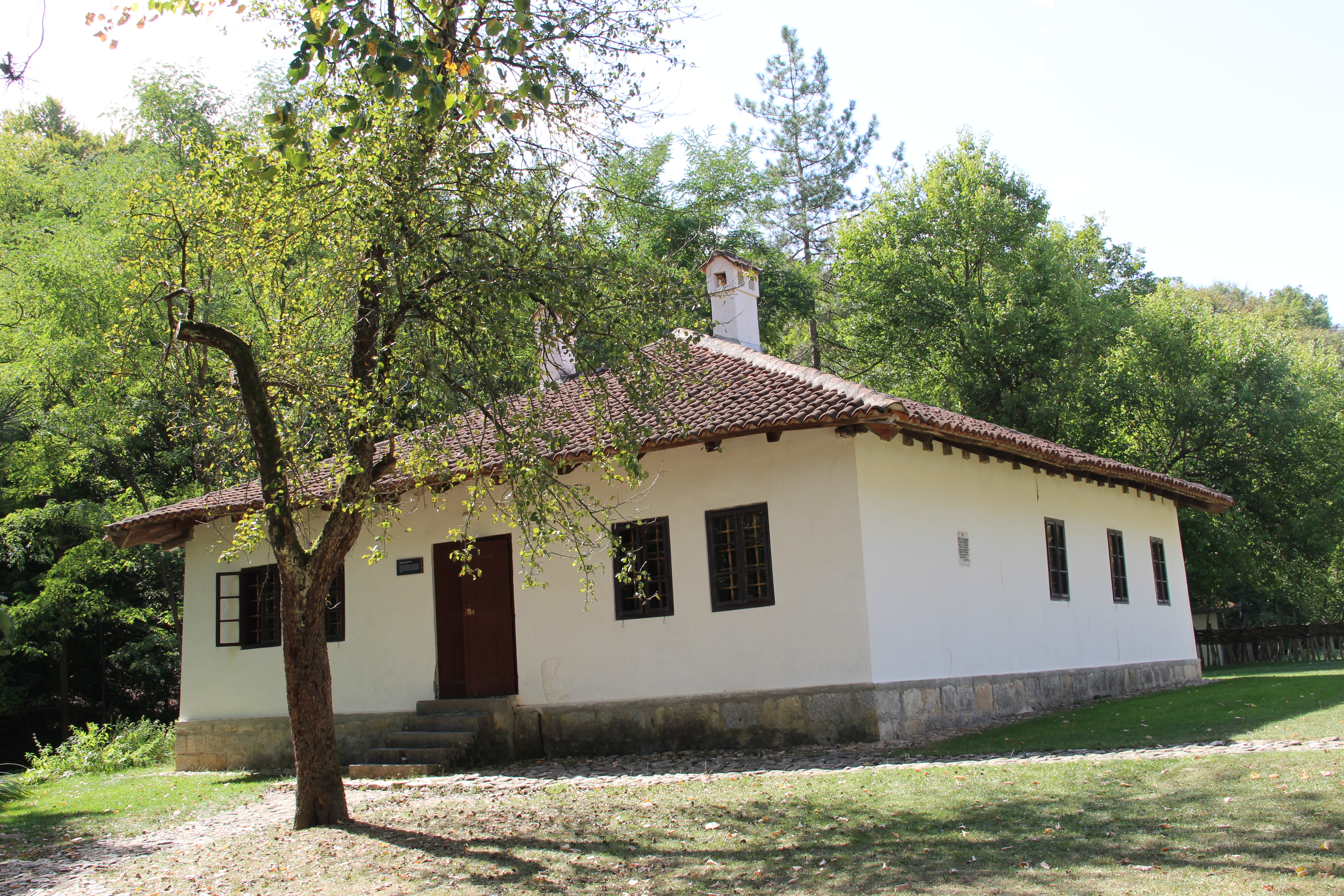
Brankovina - culturele en historische complex
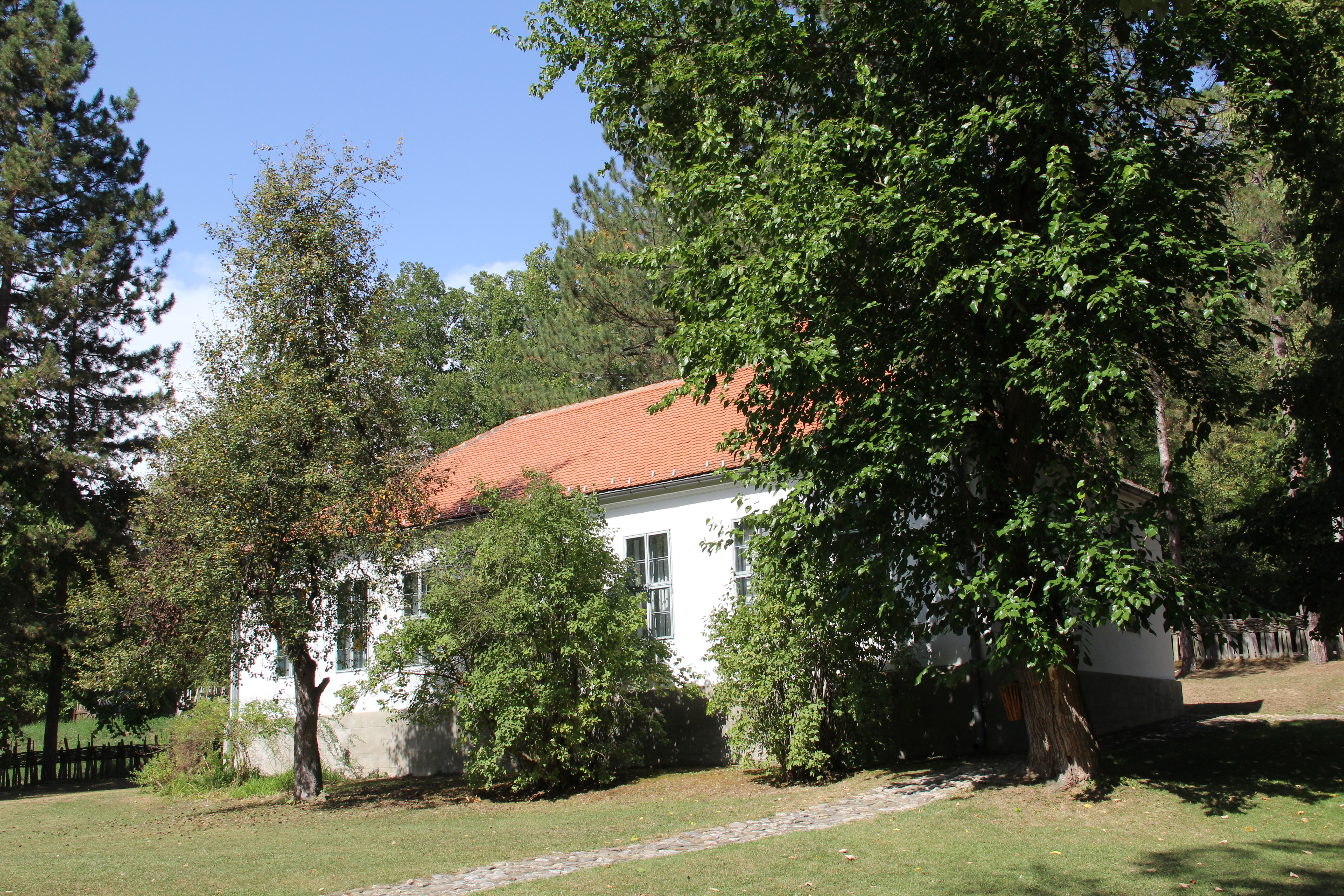
Brankovina - culturele en historische complex
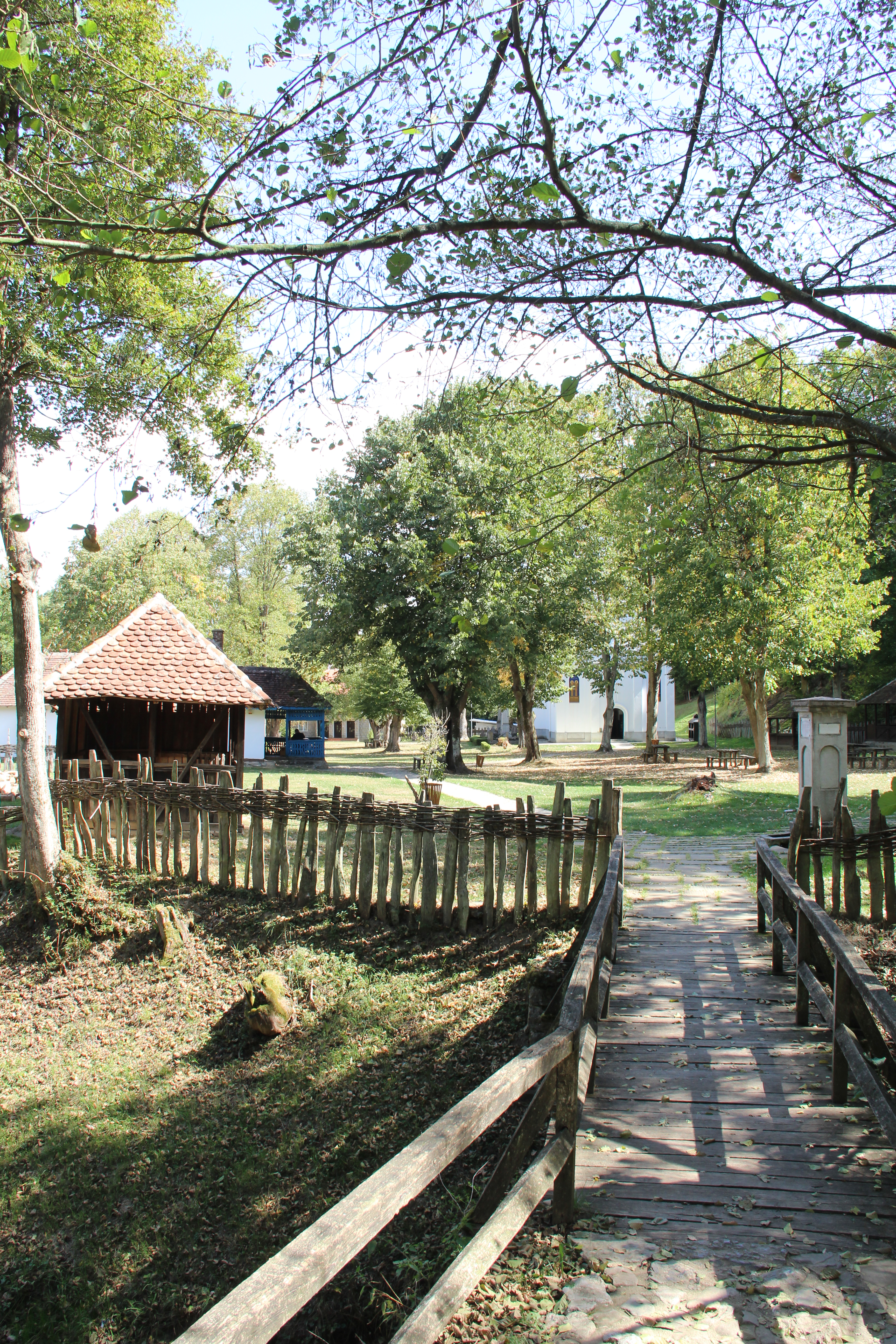
Brankovina - culturele en historische complex
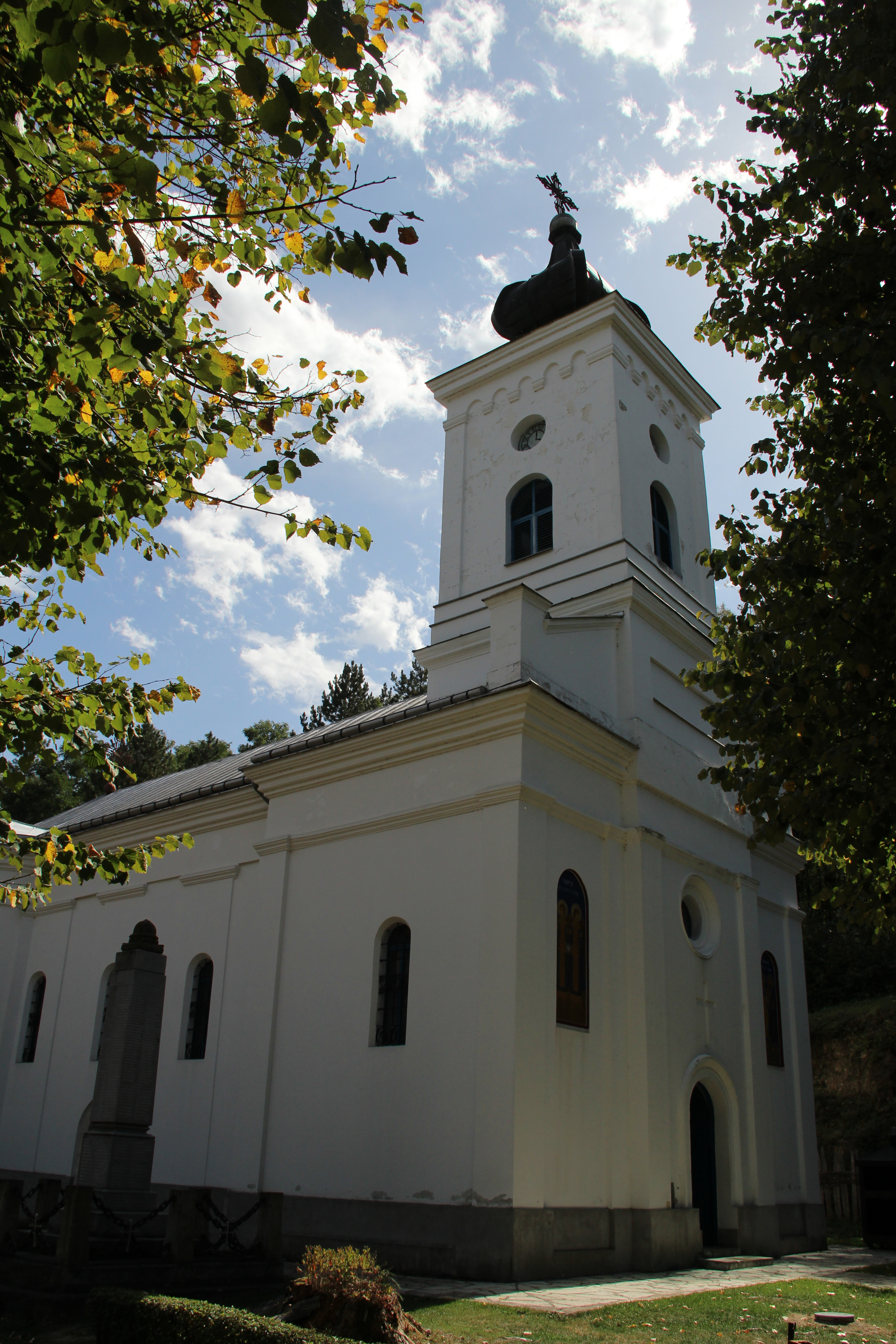
Brankovina - culturele en historische complex
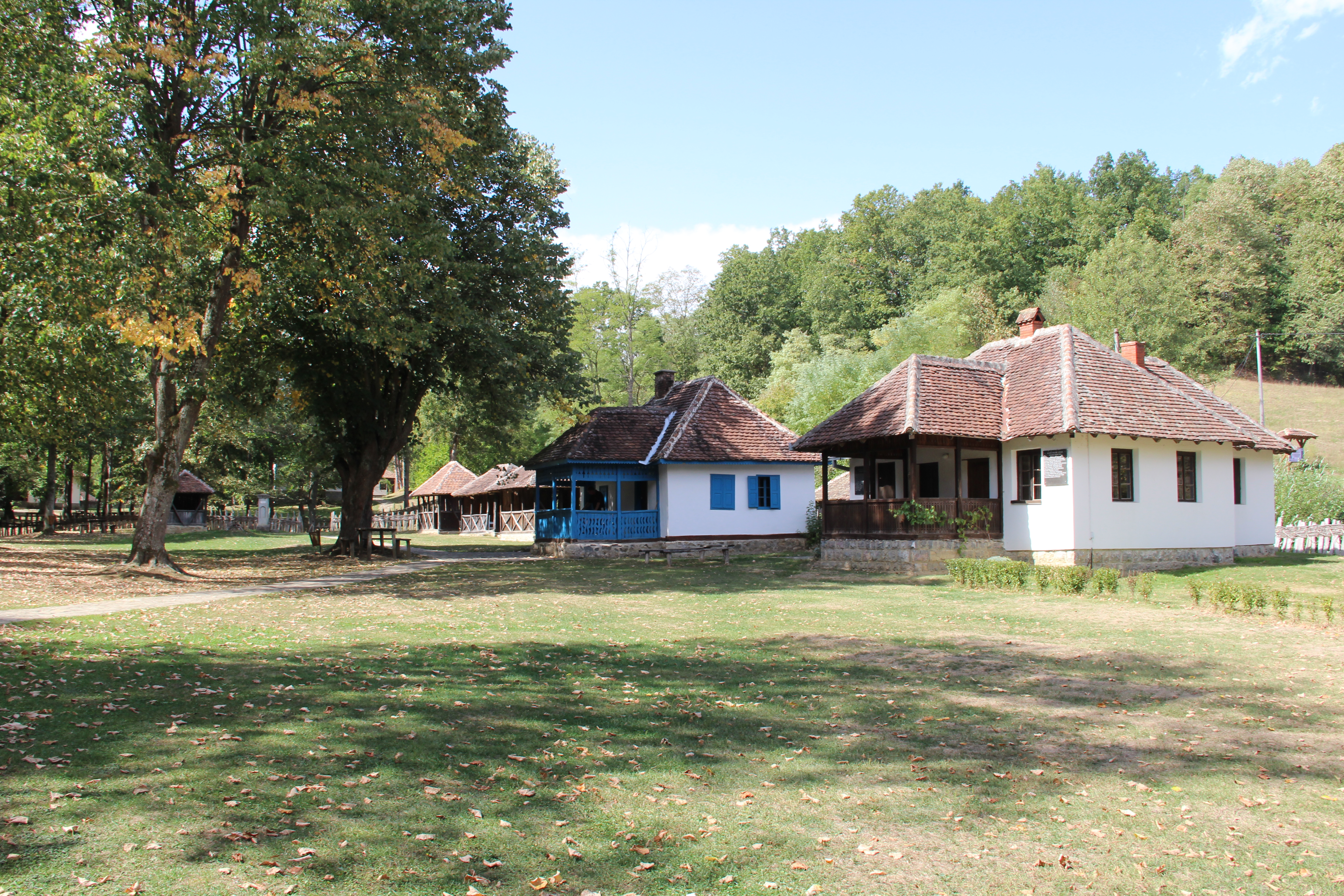
Brankovina - culturele en historische complex
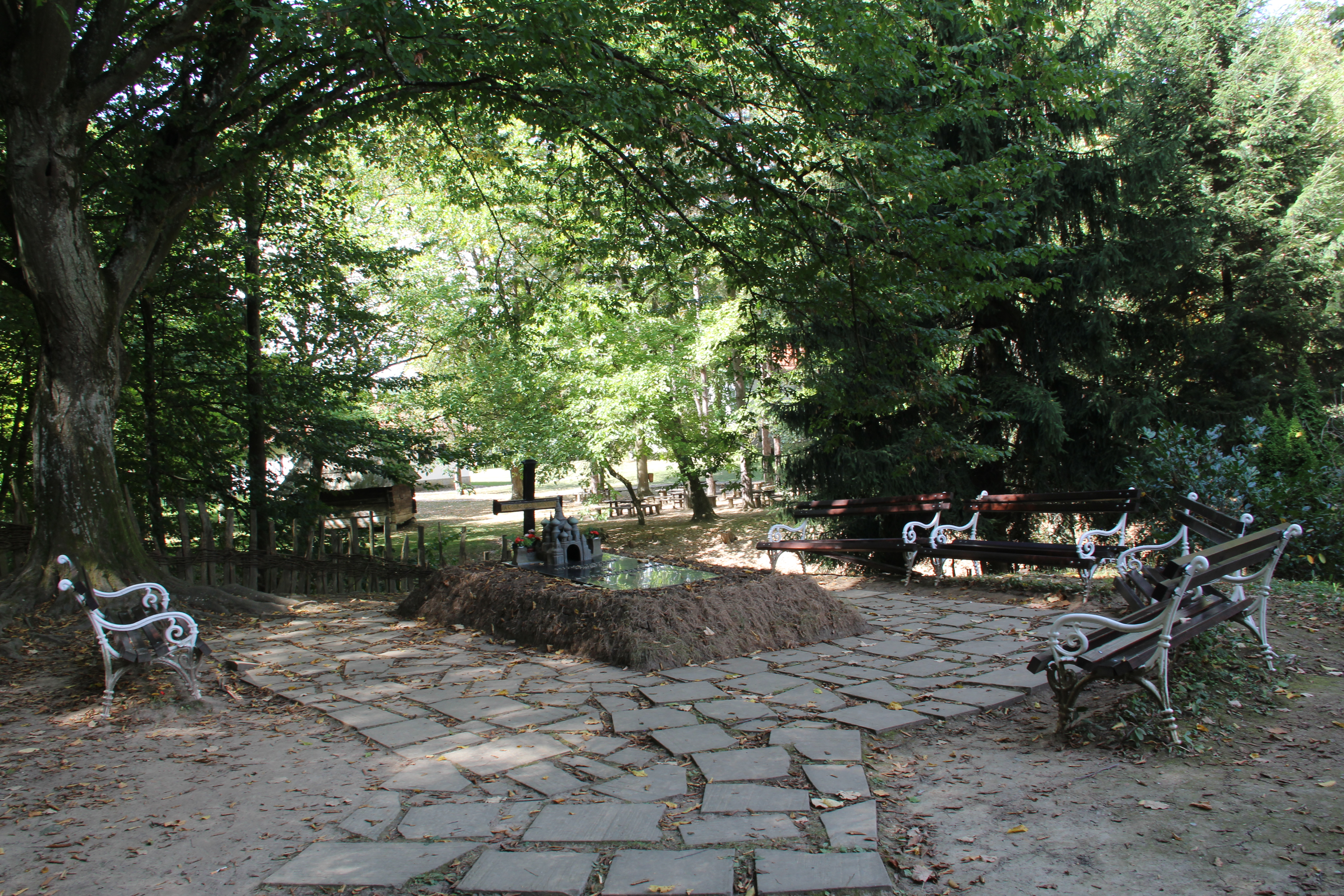
Brankovina - culturele en historische complex
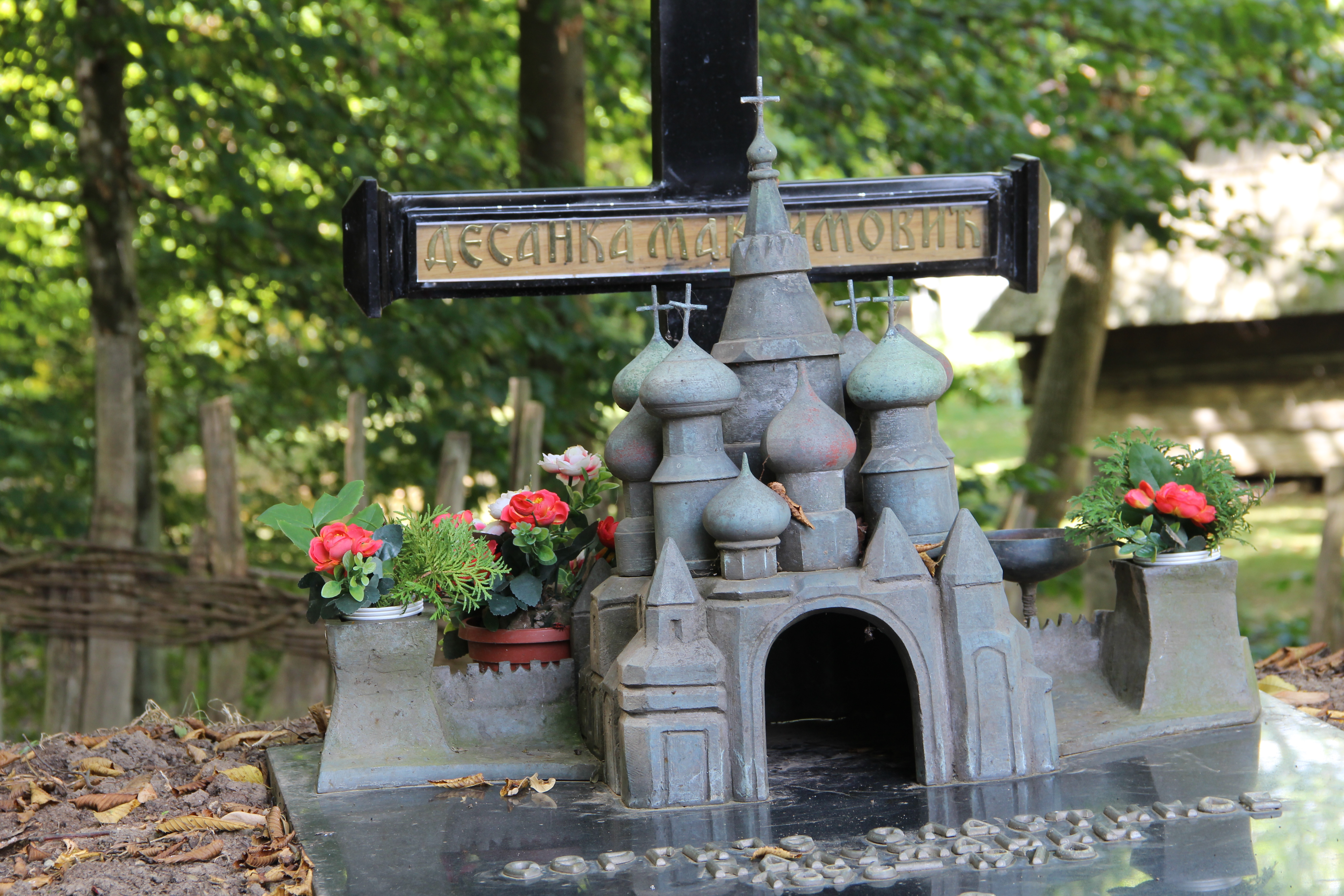
Brankovina - culturele en historische complex
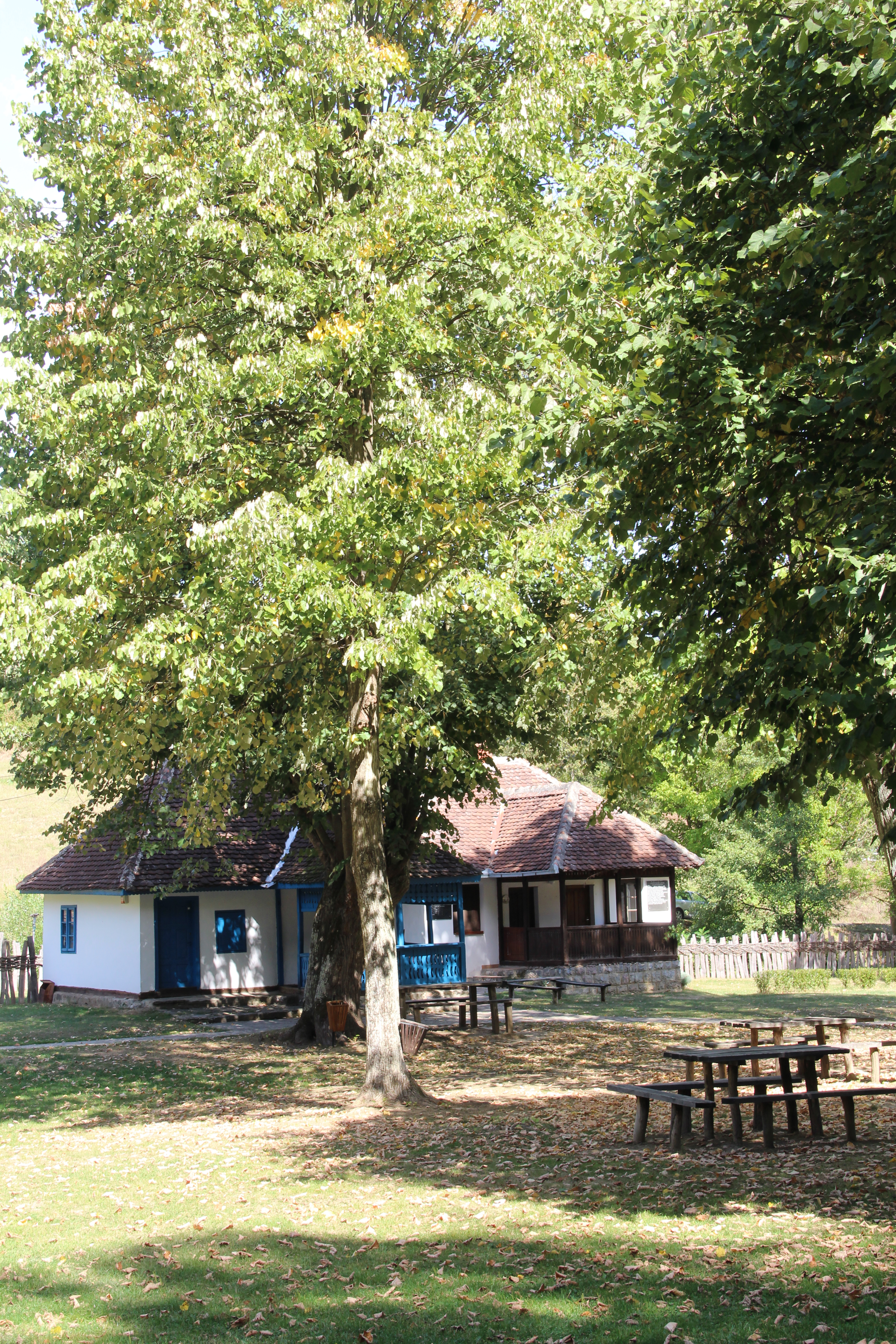
Brankovina - culturele en historische complex